# 火药塔 (克雷姆斯)
火药塔（Pulverturm）位于奥地利多瑙河畔克雷姆斯，是一座巨大的圆形塔楼，为原城墙防御工事的东北角，最初用作炮台。它建于15世纪末（1477），因此从东侧进入城市时，这座塔占据占据城市的主宰地位。由于其独特的地理位置，成为克雷姆斯的第二个地标。
马特乌斯·梅里安的城市景观图描绘了火药塔，当时尚无圆锥形屋顶，到18世纪才建造。18世纪，出于安全考虑，在1752年放弃火药仓库的功能，将其搬迁到城外的格奈森多夫（Gneixendorf），1851年在那里发生了一起爆炸。